# Millalelmo
Millalelmo o Millarelmo (... – 1570) è stato un famoso leader militare Mapuche durante la seconda grande ribellione Mapuche che scoppiò nel 1561, durante la guerra di Arauco.

## Biografia
Probabilmente era il toqui della regione di Arauco, e comandò l'esercito Mapuche durante l'assedio di Arauco dal 20 maggio al 30 giugno 1562.
In seguito, nel 1563, guidò i suoi uomini nella vittoria sul capitano Juan Pérez de Zurita, presso il guado del fiume Andalién vicino a Concepción. Questo permise di tagliare fuori i rinforzi diretti a Concepcion e di portare nel 1564 l'assedio di Concepción assieme ai Mapuche stanziati a nord del Bío Bío e quidati dal toqui Loble. Nel 1566 Millalemo attaccò Cañete, da poco ricostruita. Nel 1569 era uno dei capi guidati da Llanganabal nella battaglia di Catirai.
Si dice che sia morto nel 1570 e che abbia fatto cremare il suo corpo, così da poter rinascere nelle nuvole e proseguire la sua guerra contro i morti spagnoli che pensava di trovare.